# Greding
Greding – miasto w Niemczech, w kraju związkowym Bawaria, w rejencji Środkowa Frankonia, w regionie Industrieregion Mittelfranken, w powiecie Roth. Leży w Jurze Frankonskiej, ok. 30 km na południowy wschód od Roth, nad rzeką Schwarzach, przy autostradzie A9.

## Dzielnice
W skład miasta wchodzą następujące dzielnice: Attenhofen, Birkhof, Esselberg, Euerwang, Grafenberg, Großhöbing, Günzenhofen, Hausen, Heimbach, Herrnsberg, Hofberg, Kaising, Kleinnottersdorf, Kraftsbuch, Landerzhofen, Linden, Mettendorf, Obermässing, Österberg, Röckenhofen, Schutzendorf, Untermässing i Viehhausen.

## Zabytki i atrakcje
- ratusz
- mury miejskie
- Bazylika pw. św. Marcina (St. Martin)
- Kościół miejski pw. św. Jakuba (St. Jakob)

## Osoby urodzone w Gredingu
- Anton Biersack, kompozytor
- Marina Schuster, polityk